# Да здравствует королевская семья
«Да здравствует королевская семья» (англ. Long Live the Royals) — американский анимационный мини-сериал, который создал Шон Шелес (Sean Szeles) для телеканала Cartoon Network в 2014—2015 годах.

## Сюжет
В центре сюжета мини-сериала вымышленная британская королевская семья — король Руфус и королева Элеонора и их дети Питер, Розалинда, Эдди и Алекс. Семья должна бороться для того, чтобы управлять королевством, в то же время они должны сохранять нормальные отношения внутри семьи.

## История создания
Шон Шелес создал мини-сериал «Да здравствует королевская семья» из одноимённого короткометражного анимационного фильма 2013 года. Телеканал выпустил пилотный эпизод на своем официальном сайте в мае 2014 вместе с пилотом «Бесконечного лета Эй Джея», созданного Тебе Джонсом. За этот пилот Шелес получил прайм-тайм премия «Эмми» на 66-й церемонии вручения в 2014 году. Мини-сериал был объявлен в разработке 19 февраля 2015 для показа в сезоне 2015-16. [2] [5] Амид Амид с Cartoon Brew заявил, что Cartoon Network заказала этот мини-сериал и ещё один для своего другого шоу «Времени приключений» после успеха «За садовой оградой», своего первого мини-сериала, который создал бывший автор «Времени приключений» Патрик Макгейл.

## Награды
Мультсериал получил две премии Эмми.